# Banjul
Banjul (nekoč Bathurst) je glavno mesto Gambije, ki leži na skrajnem zahodu države, na otoku Sv. Marije (Banjul) v delti reke Gambije. Ima zgolj 31.300 prebivalcev (po popisu iz leta 2013, skupaj s širšim metropolitanskim območjem, ki se razprostira na celini in je administrativno del sosednjega občinskega sveta Kanifing, pa ima okrog 357.000 prebivalcev. Tako na ozemlju, ki predstavlja manj kot odstotek površine države, živi četrtina njenih prebivalcev.
V samem mestu ima sedež večina vladnih ustanov in nekaj najpomembnejših šol v državi, pomembno pa je tudi kot pristaniško mesto z edinim večjim gambijskim pristaniščem. Poselitev je skoncentrirana na majhnem prostoru, saj Banjul obdajajo obsežna polslana mokrišča z mangrovami in blatnimi ravnicami, zato se od izgradnje prometnih povezav s celino in vzpostavitve javnega prevoza v 1980. letih veča predvsem okoliški predel Kanifing, ki prevzema vlogo gospodarskega središča.

## Zgodovina
Sredi 17. stoletja je ozemlje, kjer zdaj stoji Banjul, in nekaj drugih ozemelj ob reki Gambiji od lokalnega vladarja najel vladar baltske vojvodine Kurland, ki je želel nadzorovati trgovanje po reki, vendar svojih interesov ni mogel uveljavljati zaradi rivalstva drugih evropskih sil. Leta 1658 je te posesti zavzel švedski kralj Karel X., od njega pa so jih leta 1661 prevzeli Angleži.
Samo mesto je bilo ustanovljeno leta 1816, ko je otok, na katerem stoji, zaradi strateškega pomena odkupil kapitan Alexander Grant da bi na njem zgradil oporišče za boj proti trgovini s sužnji. Poimenoval ga je Bathurst po takratnem državnem sekretarju lordu Henryju Bathurstu. Kmalu so se tu pričeli naseljevati pripadniki različnih ljudstev in osvobojeni sužnji iz Sierre Leone, vendar so rast upočasnjevale pogoste epidemije nalezljivih bolezni. Skozi vse obdobje kolonialne zgodovine je imel status administrativnega središča, kasneje pa se je tu skoncentrirala tudi trgovina s kikirikiji in palmovim oljem.
Po osamosvojitvi Gambije je Bathurst postal prestolnica in leta 1973 so ga oblasti preimenovale v Banjul, po frazi v jeziku mandinka, ki so jo lokalni prebivalci že od nekdaj uporabljali za njegovo ime. Število prebivalstva se je močno povečalo med katastrofalnim sušnim obdobjem v 1970. letih, mesto pa sta prizadeli politična nestabilnost in revščina zaradi padanja cen kmetijskih pridelkov na mednarodnem trgu. Po stabilizaciji razmer v 1990. letih se situacija izboljšuje, tudi na račun turizma.